# 5060 Yoneta
5060 Yoneta (1988 BO5) là một tiểu hành tinh vành đai chính được phát hiện ngày 24 tháng 1 năm 1988 bởi Seiji Ueda và Hiroshi Kaneda ở Kushiro.